# Druvfingersvamp
Druvfingersvamp (Ramaria botrytis) är en fingersvamp som kan bli cirka 15 centimeter hög. Svampen har en kraftig vit fot som bildar ett buskigt grenverk som i toppen bildar rödvioletta klasar, liknande små druvor. Svampen är ätlig som ung och kan med fördel stekas och friteras. Topparna kan dock ha lite besk smak. Åldrande exemplar får en mer gulaktig färg och blir beska. Svampen växer gärna i bokskog men kan även dyka upp i blandskog. En förväxlingssvamp som är svagt giftig och ger magbesvär vid förtäring heter blek fingersvamp. Som namnet antyder saknar den druvfingersvampens rödaktiga/violetta färg.